# Tony Cauchi
Tony Cauchi (Floriana, 2 maggio 1935 – 12 aprile 2020) è stato un calciatore e allenatore di calcio maltese, di ruolo attaccante.

## Carriera

### Giocatore

#### Club
Considerato uno dei migliori attaccanti maltesi (pur avendo esordito nel ruolo di portiere), Cauchi ha legato la quasi totalità la sua carriera al Floriana. Con la maglia bianco-verde ha infatti giocato per 15 stagioni, mettendo a segno un totale di 125 reti in 159 partite di campionato disputate.
Soprannominato Il-Majsi, ha disputato la sua ultima stagione come giocatore-allenatore nelle file del Lija Athletic.
In totale, nelle sue presenze con i club ha messo a segno 175 marcature in 226 incontri disputati.

#### Nazionale
Cauchi è stato il primo marcatore ufficiale della nazionale maltese. Ha infatti messo a segno la prima rete durante l'amichevole disputata nel febbraio del 1957 contro l'Austria, partita d'esordio per la rappresentativa dell'isola. Ha collezionato in totale nove presenze con la nazionale maltese, siglando due reti.
Suo figlio Denis Cauchi è stato a sua volta giocatore della nazionale maltese fra il 1986 ed il 1997.

### Allenatore
Terminata la carriera come giocatore, Cauchi ha allenato diverse squadre del campionato maltese, fra le quali Qormi, Rabat Ajax, Mosta, Żejtun Corinthians, Naxxar Lions, Marsaxlokk e Żebbuġ Rangers.

## Statistiche

### Cronologia presenze e reti in nazionale
| Cronologia completa delle presenze e delle reti in nazionale ― Malta | Cronologia completa delle presenze e delle reti in nazionale ― Malta | Cronologia completa delle presenze e delle reti in nazionale ― Malta | Cronologia completa delle presenze e delle reti in nazionale ― Malta | Cronologia completa delle presenze e delle reti in nazionale ― Malta | Cronologia completa delle presenze e delle reti in nazionale ― Malta | Cronologia completa delle presenze e delle reti in nazionale ― Malta | Cronologia completa delle presenze e delle reti in nazionale ― Malta |
| Data                                                                 | Città                                                                | In casa                                                              | Risultato                                                            | Ospiti                                                               | Competizione                                                         | Reti                                                                 | Note                                                                 |
| -------------------------------------------------------------------- | -------------------------------------------------------------------- | -------------------------------------------------------------------- | -------------------------------------------------------------------- | -------------------------------------------------------------------- | -------------------------------------------------------------------- | -------------------------------------------------------------------- | -------------------------------------------------------------------- |
| 24-2-1957                                                            | Gżira                                                                | Malta                                                                | 2 – 3                                                                | Austria                                                              | Amichevole                                                           | 1                                                                    |                                                                      |
| 25-1-1958                                                            | Gżira                                                                | Malta                                                                | 3 – 0                                                                | Danimarca                                                            | Amichevole                                                           | -                                                                    |                                                                      |
| 15-5-1958                                                            | Gżira                                                                | Malta                                                                | 1 – 1                                                                | Italia                                                               | Amichevole                                                           | 1                                                                    |                                                                      |
| 8-3-1959                                                             | Tunisi                                                               | Tunisia                                                              | 0 – 0                                                                | Malta                                                                | Amichevole                                                           | -                                                                    |                                                                      |
| 8-12-1960                                                            | Gżira                                                                | Malta                                                                | 1 – 0                                                                | Tunisia                                                              | Amichevole                                                           | -                                                                    |                                                                      |
| 18-6-1961                                                            | Gżira                                                                | Malta                                                                | 0 – 3                                                                | Italia                                                               | Amichevole                                                           | -                                                                    |                                                                      |
| 5-11-1961                                                            | Gżira                                                                | Malta                                                                | 1 – 1                                                                | Norvegia                                                             | Amichevole                                                           | -                                                                    |                                                                      |
| 28-6-1962                                                            | Copenaghen                                                           | Danimarca                                                            | 6 – 1                                                                | Malta                                                                | Qual. Euro 1964                                                      | -                                                                    |                                                                      |
| 3-7-1962                                                             | Trondheim                                                            | Norvegia                                                             | 5 – 0                                                                | Malta                                                                | Amichevole                                                           | -                                                                    |                                                                      |
| Totale                                                               |                                                                      | Presenze                                                             | 9                                                                    |                                                                      | Reti                                                                 | 2                                                                    |                                                                      |

## Palmarès

### Club

#### Competizioni nazionali
- Campionato maltese: 4

Floriana: 1952-1953, 1954-1955, 1957-1958, 1961-1962
- Coppa di Malta: 6

Floriana: 1954-1955, 1956-1957, 1957-1958, 1960-1961, 1965-1966, 1966-1967

#### Individuale
- Capocannoniere della Premier League Malti: 3

1955-1956, 1960-1961, 1961-1962